# Lockheed L-1049 Super Constellation
Lockheed L-1049 Super Constellation, även känt som "Super Connie", var ett fyrmotorigt propellerdrivet passagerarflygplan, som byggdes av Lockheed åren 1950-1958 i Burbank, Kalifornien, USA. 

## Galleri

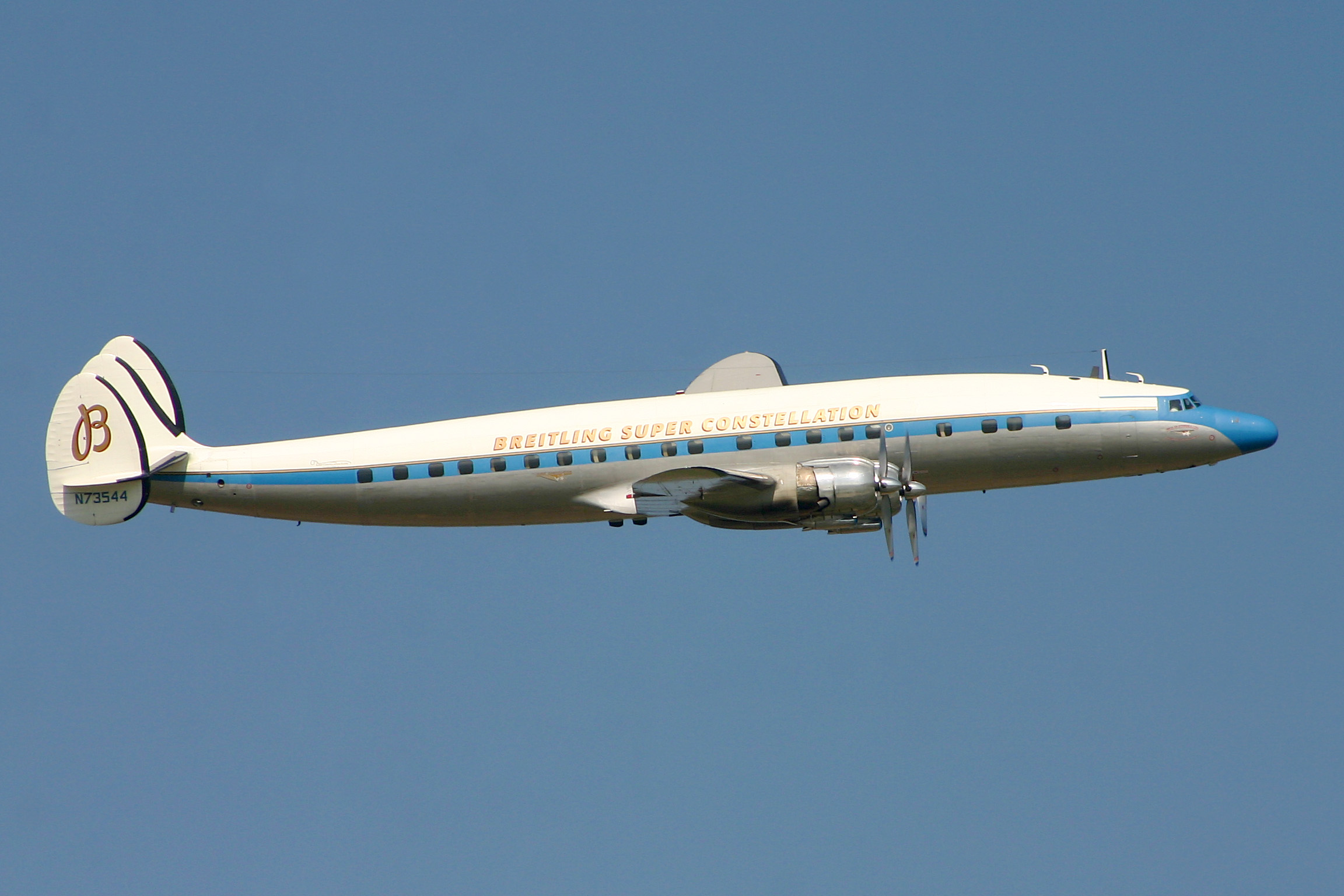
Lockheed L-1049 Super Constellation "Breitling".
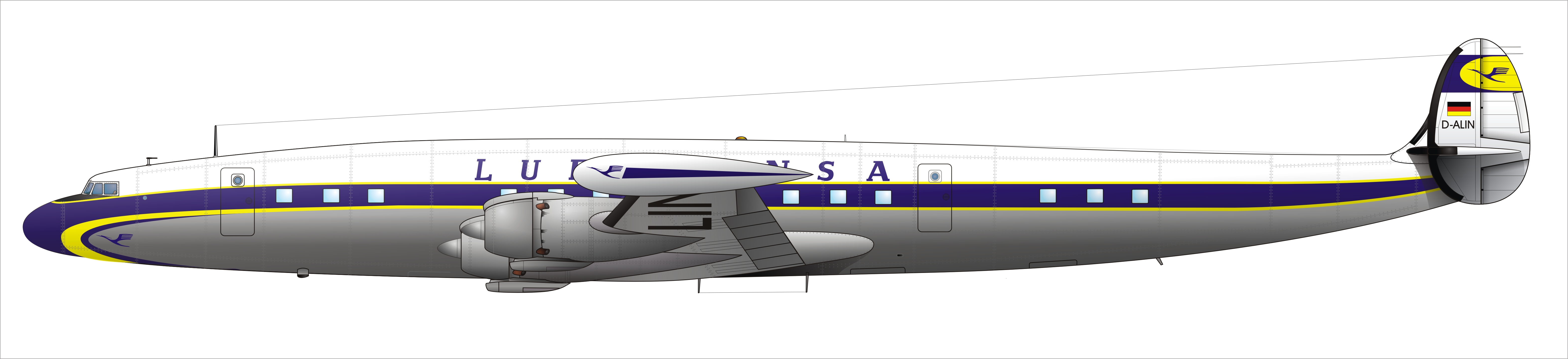
Lockheed L-1049 Super Constellation "Lufthansa".
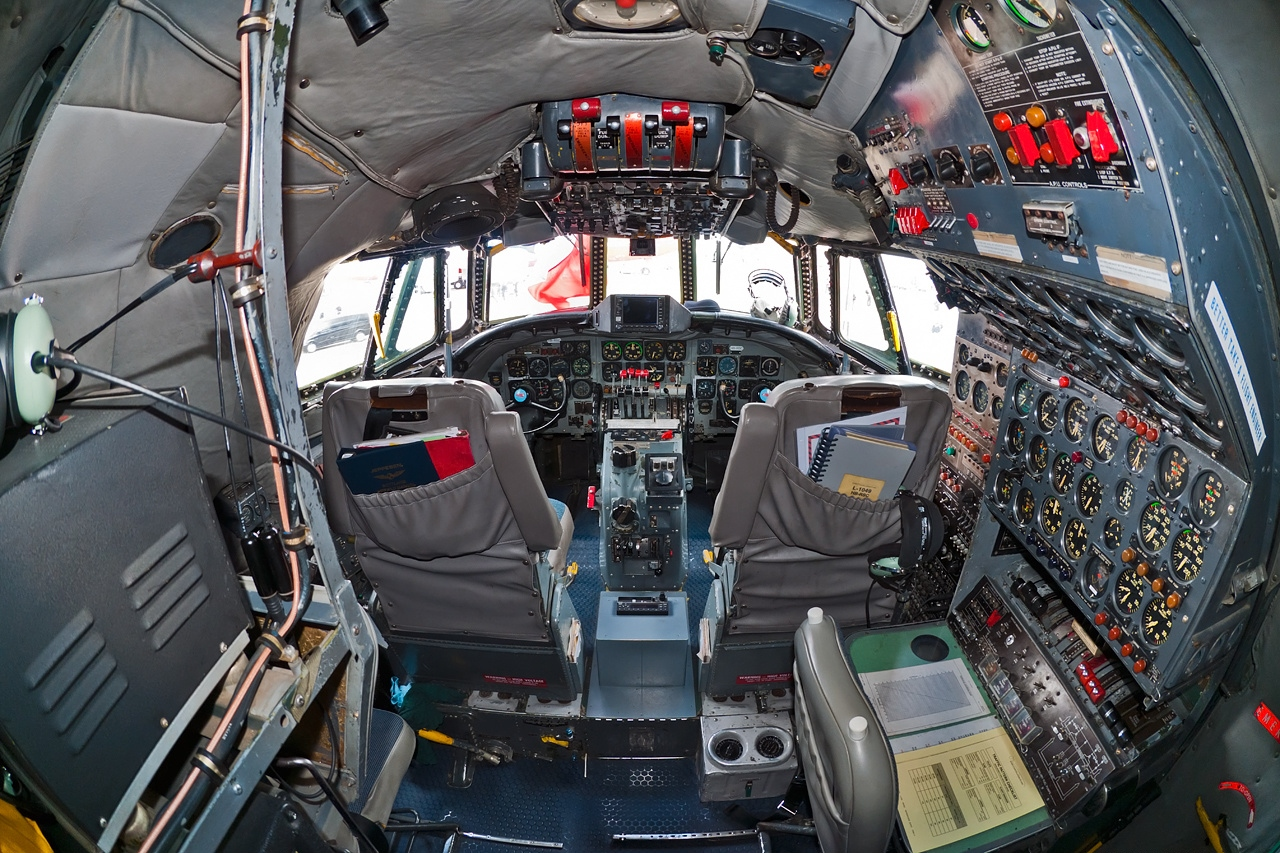
Cockpit.
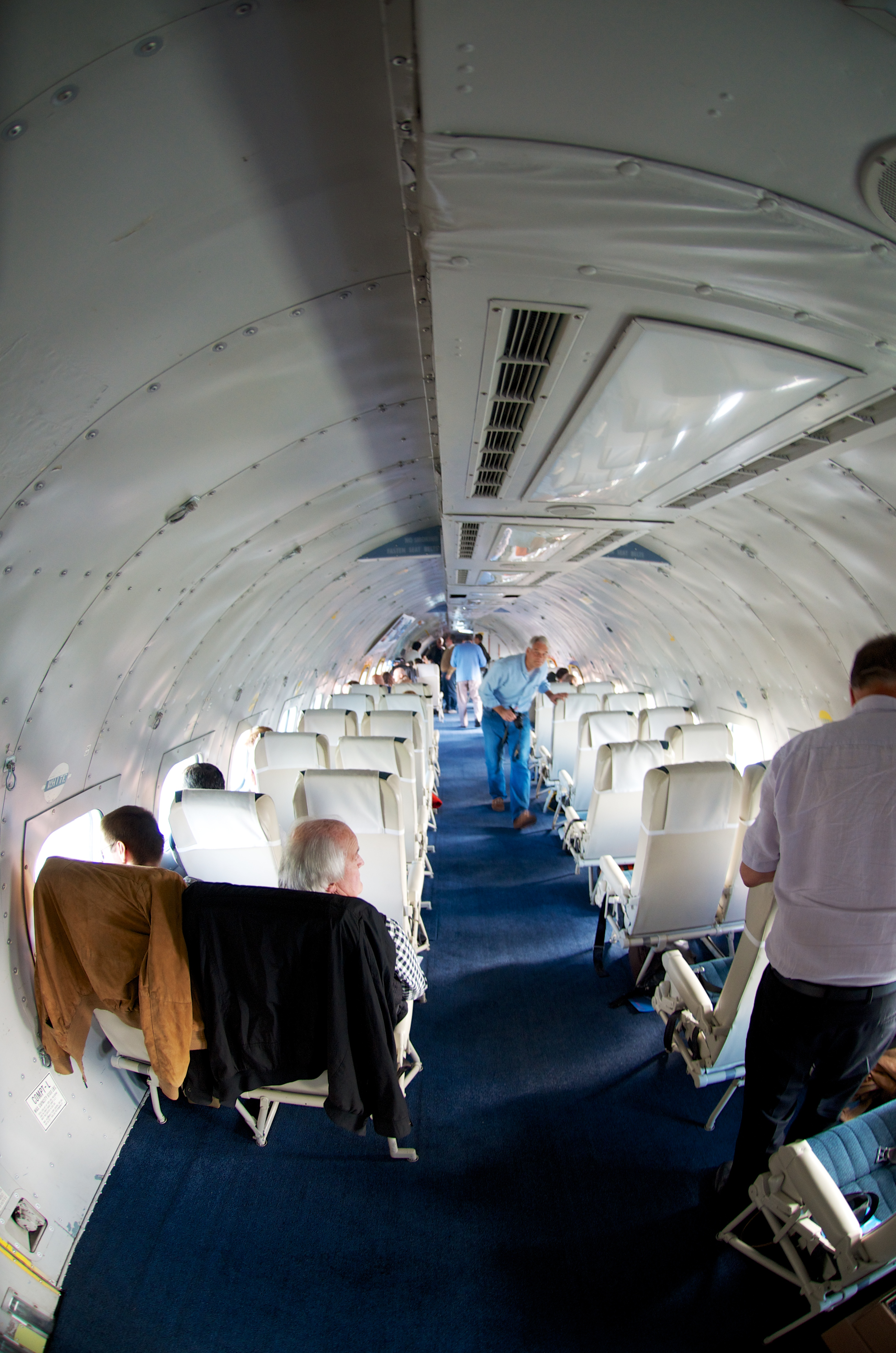
Kabin.
- Lockheed L-1049 Super Constellation.